# Santo Tomás Tamazulapan
Santo Tomás Tamazulapan là một đô thị thuộc bang Oaxaca, México. Năm 2005, dân số của đô thị này là 1853 người.